# 마르하엔주의
틀:Sukarno series
마르하엔주의(인도네시아어: Marhaenisme)는 인도네시아의 초대 대통령 수카르노가 창시하고 발전시킨 사회주의 정치 이념이다. 이는 인도네시아의 본성과 문화에 맞춰 적용된 마르크스주의 사상에서 발전했거나, 단순히 "인도네시아 상황에 맞게 개조된 마르크스주의"라고 설명되기도 한다.
마르하엔주의는 마르크스주의의 한 변형이지만, 국민 통합, 문화, 집산주의 경제, 민주적 권리를 강조하며 자유주의와 개인주의를 비난한다. 이는 반자본주의 및 반제국주의 이념으로 확립되었다. 마르하엔주의는 인도네시아 국민당의 지도 이념이었다. 또한 이는 이웃 말라야에 자리 잡은 좌익 말레이 민족주의에도 큰 영향을 미쳤으며, 아흐마드 보에스타맘이 창립한 말라야 말레이 민족당과 이후 인민당의 주창과 같은 형태를 보였다.

## 어원

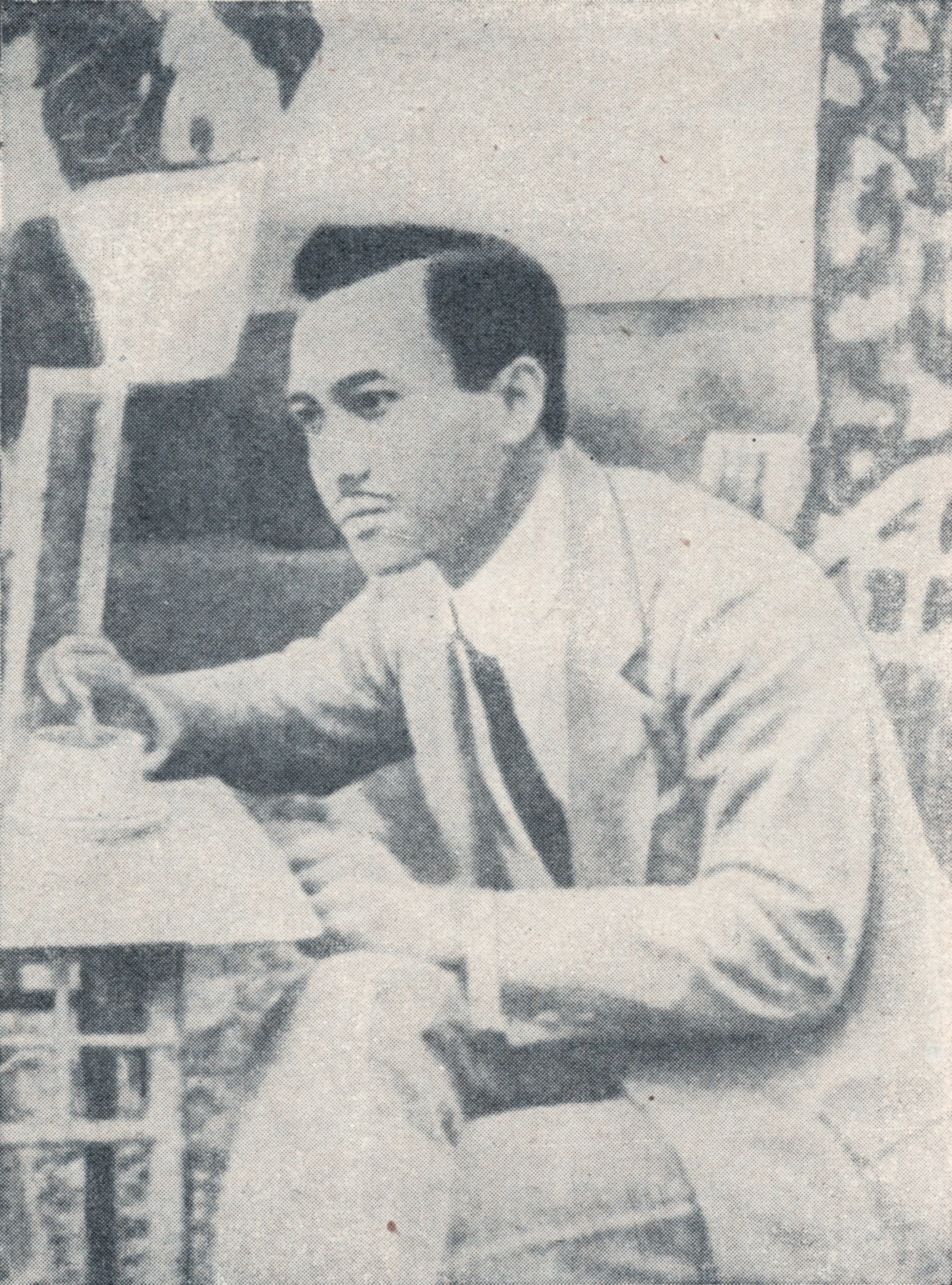
반둥 대학교 학생 시절의 수카르노

이 이념의 이름은 수카르노가 반둥 근처에서 만났다고 주장하는 농부 아엔의 이름에서 따온 것으로 알려져 있다. 붕 카르노와 농부의 대화에서 그는 후에 망 아엔이라고 불렸다. 이 농부는 농경지, 괭이 등 자신이 경작하는 다양한 생산 요소를 가지고 있었지만, 그 결과물은 그의 소박한 가족의 필요를 충족시키기에 충분했다. 이러한 상황은 붕 카르노의 마음에 다양한 질문을 불러일으켰고, 이는 결국 그의 다음 행보의 기초가 되는 다양한 변증법적 사고를 낳았다. 순수하고 꾸밈없는 성격으로 삶의 필요를 위해 투쟁하는 정신을 가진 이 농부의 이름은 붕 카르노에 의해 현행 생활 시스템에 의해 억압받는 모든 인도네시아인에게 영원히 새겨졌다. 언어 조정을 통해 망 아엔의 이름은 마르하엔이 되었다.
그러나 이 이름은 수카르노가 반둥에 처음 오기 훨씬 전부터 사레카트 이슬람이 평범한 사람들을 묘사하는 데 사용했기 때문에 이것은 신화인 것으로 밝혀졌다.
어쨌든 수카르노는 농업 계급 구성원을 "마르하엔"이라고 지칭하기 시작했으며, 이 용어는 1930년 그의 인도네시아 고발 (Indonesia Menggugat) 연설에서 처음 사용되었다. 그는 후자가 인도네시아와 크게 관련이 없다고 생각하여 프롤레타리아라는 용어를 대체하기 위해 마르하엔을 사용했다. "프롤레타리아"를 자신의 노동력을 소유하지 않은 노동 계급 구성원으로 정의하면서, 수카르노는 많은 인도네시아 농부들이 가난함에도 불구하고 자신의 노동력을 소유하고 주로 자신을 위해 사용한다고 지적했다. 수카르노에게 인도네시아의 생산수단은 너무 작아서 개인의 삶을 유지하고 사회적, 정치적, 경제적 지위를 높이는 데만 충분했다. 따라서 "마르하엔"이라는 표현은 부자와 지배자/부르주아/자본가의 손아귀에 항상 잡혀 있는 농부와 노동자(프롤레타리아)를 의미하는 모든 소규모 집단을 대상으로 그 의미를 확장했다.
1966년에는 마르하엔이 카를 마르크스, 게오르크 빌헬름 프리드리히 헤겔, 프리드리히 엥겔스의 약자라는 의견이 나왔다. 정치인 나자루딘 샴수딘에 따르면, 이 의견이 처음 나온 것은 안카탄 베르센자타 신문의 사설로 인해 촉발되었고, 이는 마르하엔 개발 연구소 팀의 오사 말리키가 즉시 답변했다.

## 이념
마르하엔주의는 본질적으로 사회 국민주의, 사회민주주의 및 수카르노의 신념에서 비롯된 문화적 신성에서 형성된 투쟁 이념이다.
수카르노가 제시한 기본 논문 중 하나는 국가 해방 사상과 역사에 대한 마르크스주의적 비전을 결합할 필요성으로, 이는 억압받는 계급과 억압자 간의 영원한 투쟁으로 이해되었다. 이러한 현실 비전에서, 마르하엔으로서 압도적인 다수의 인도네시아인들은 350년간의 봉건제부터 네덜란드 식민지 체제에 이르기까지 수세기 동안 역사적인 계급 억압 체제에 참여했다. 따라서 국가 해방 투쟁은 식민지 질서를 전복하고 사회주의 공화국을 수립하기 위한 혁명의 형태를 띠었다.
마르하엔주의에 따르면, 경제적으로 독립하고 다른 주체의 착취로부터 자유롭기 위해서는 각 개인이나 가정이 생산 요소나 자본을 필요로 한다. 그 형태는 토지나 기계/도구일 수 있다. 현대적 맥락에서, 차량, 정보 기술 장비, 주방 용품 및 전자 제품은 효과적으로 자본이나 생산 요소로 사용될 수 있다. 비록 크지는 않지만, 자본 소유는 경제에서 개인이나 가정의 독립을 보장하는 데 필수적이다.
마르하엔주의는 자본주의 모델의 국가가 평등과 민주주의 사상에 반한다고 보아 이를 거부했다. 수카르노는 자유주의와 개인주의를 거부했다. 그러나 마르하엔주의에서 주장하는 집산주의는 생산 수단의 사회화에 관한 마르크스의 주장과 크게 달랐다. 국가 혁명의 목표는 부유한 네덜란드 인구의 권리를 원주민의 권리와 동등하게 만드는 것이 아니라, 인도네시아인이 토지와 생산수단에 대한 완전한 통제권을 얻는 것이었다. 자본주의와 달리, 마르하엔주의에서 자본은 축적되거나 증식되는 것이 아니라 생활 필수품을 충족시키고 잉여를 생산하기 위해 처리되어야 한다. 농부들은 자신의 가족을 먹여 살리기 위해 농작물을 심고, 그 잉여분이나 과잉분을 시장에 판매한다. 재단사, 장인, 노동자들은 물건을 생산하는데, 나중에 일부는 자신들이 사용하고 나머지는 물론 판매된다. 이상적으로는 시장에 진출하기 전에 자급자족 요건이 충족되어야 한다. 이는 노동자, 장인 또는 농부가 자신이 소비하지 않을 물건을 생산할 때, 그들은 단지 다른 사람들을 위한 생산 요소로만 작용하며, 이는 시장에 의해 지시받거나 착취당하기 쉬워진다는 것을 의미한다. 마르하엔주의 경제 체계에서 총체적으로(전반적으로) 필요하지 않은 물품은 생산되지 않는다. 왜냐하면 사람들과 가정은 무엇이든 만들기 전에 먼저 자신의 필요에 대한 규모와 수준을 확인해야 하기 때문이다. 새로운 제품의 혁신은 필요성이 정말 구체적일 때 발생한다. 이 방법은 효율성을 달성하고 자원 낭비와 소비적 태도를 방지한다. 잉여분을 생산하기 위해서만 기능하므로, 사용 가능한 자본은 다른 당사자의 경제 성장과 발전을 억압하기 위해 축적되거나 횡령될 수 없다.
수카르노가 언급한 마르하엔주의는 거의 50년 후인 1970년대에 데이비드 매클렐런드가 소개한 기업가 정신 이론 접근 방식과 비교될 수 있다. 차이점은 매클렐런드가 사람이나 소규모 기업가의 성취 욕구나 성공하려는 의지를 심는 옵션에 더 중점을 두어 사실상 기능적 접근 방식이 지배적이라는 점이다. 반면 수카르노의 마르하엔(농부와 소상인)에 대한 접근 방식은 진보적인 혁명적 태도를 함양하는 것을 통한 구조적 접근 방식이다.
1960년 9월 30일 유엔 총회 연설에서 수카르노는 판차실라가 본질적으로 미국 독립선언과 공산당 선언의 승화라고 단호하게 밝혔다. 이는 판차실라가 당시 냉전에서 서방권과 동구권 사이의 두 대립 진영에 대한 제3의 대안이었음을 의미한다.

## 참고 문헌
- Dahm, Bernard (1974). 〈The Parties, the Masses and the Elections: A Historical Survey〉.   Oey Hong Lee. 《Indonesia After the 1971 Elections》. Oxford University press. 7–22쪽. ISBN 0-19-713422-X.
- Pour, Julius (2010). 《Gerakan 30 September: pelaku, pahlawan & petualang》 [9월 30일 운동: 행위자, 영웅, 모험가] (인도네시아어). Buku Kompas. ISBN 9789797095246.
- Saksono, Ignatius Gatut (2008). 《Marhaenisme Bung Karno: marxisme ala Indonesia》 [붕 카르노의 마르하엔주의: 인도네시아식 마르크스주의] (인도네시아어). Yabinkas Learning House. ISBN 9789791118682.
- Soerojo, Soegiarso (nd). 《Siapa Menabur Angin akan Menuai Badai : G30S - PKI dan Peran Bung Kamo》 [바람을 뿌리는 자 폭풍을 거두리라: G30S-PKI와 붕 카르노의 역할] (인도네시아어). Soegiarso Soerojo.
- Sulistyanto, Ali (편집.). 《Marhaenisme Sukarno》 [수카르노의 마르하엔주의] (인도네시아어). Promedia.